# Eldborg

Eldborg är en vulkankrater i republiken Island. Den ligger i regionen Västlandet, i den västra delen av landet, 38 km norr om Borgarnes. Kratern reser sig 100 meter över havet men 60 meter över det omgivande lavafältet Eldborgarhraun, och är den största kratern i en kort spricka. Kratern är oval med branta kraterväggar bildade av en tunn lavakil, cirka 200 m lång och 50 m djup. Den bildades för 5-8000 år sedan.